# 伊恩·克拉克
伊恩·派翠克·克拉克（英語：Ian Patrick Clark，1991年3月7日—），美國職業籃球員。大學時代則屬於貝爾蒙特大學（Belmont University）籃球隊。大四那一年，他和來自莫雷州立大學的以賽亞·卡南，共同榮獲"俄亥俄州谷區聯賽年度最佳球員"的獎項。大學第一年，剛成為俄亥俄州谷區聯盟的一員，克拉克的三分球命中率就在聯盟中擠進了第三名，帶領貝爾蒙特棕熊隊闖入分區冠軍賽。2013年7月，克拉克和爵士隊簽了兩年的合約，當年他在拉斯維加斯夏季聯賽中的表現十分亮眼，讓諸多球隊印象深刻。

## 高中生涯
就讀於Germantown高中的四年，克拉克每年都獲得校內體育表現優良獎。在高中球隊的最後三個賽季，他都是隊內的得分王，最佳數據為場均23分、5籃板、5助攻。而田納西州曼菲斯市的日報The Commercial Appeal，三度選他為該市最佳球員，而且在2009年，他甚至獲選為該區域最佳球員。貝爾蒙特大學籃球隊的隊員介紹，對高中時期的他評價如下：「運動能力強，各項能力兼備的後衛，他一個人牽動著球隊在場上攻防兩端的表現。」

## 大學生涯
克拉克在2009-10年進入貝爾蒙特大學，當時他們還屬於「亞特蘭大太陽聯盟」，他的加入立刻對該聯盟產生衝擊，不但獲得最佳新人獎，還被列為該聯盟年度第二隊，場均14.9分、3.3籃板。此外，還被 CollegeInsider這個網站列為「全美最佳新人隊伍」。次年，克拉克更躋身進入亞特蘭大太陽聯盟年度第一隊，因為他帶領貝爾蒙特棕熊隊以19勝1負的戰績，奪得例行賽的冠軍。另外，棕熊隊也獲得亞特蘭大太陽聯盟聯賽的冠軍，而克拉克也被列為聯賽第一隊。克拉克進而替棕熊隊爭取到NCAA聯賽的一個席次，最後在64強，惜敗於威斯康辛獾州人隊。
而在2011-12年，克拉克再次被提名為亞特蘭大太陽聯盟年度第一隊。貝爾蒙特棕熊隊一樣在分區例行賽、聯賽兩賽事紛紛奪下冠軍，重新挑戰NCAA聯賽，但可惜的是，他們依舊沒能闖過64強大關。棕熊隊在亞特蘭大太陽聯盟的最後一個賽季，克拉克場均可以達到12.7分、2.6籃板、2.4助攻、1抄截的全面數據。2012-13年是他打大學籃球的最後一年，這年棕熊隊換到了「俄亥俄谷區聯盟」，克拉克沿著前兩年的氣勢，帶領球隊三度奪下分區例行賽及聯盟賽冠軍，三度叩關NCAA聯賽。而在2013年俄亥俄谷區聯盟的冠軍賽中，克拉克的表現擊敗了該聯盟前年的最佳球員以賽亞·卡南，帶領棕熊隊在延長賽，以70比68的比分贏下勝利，可惜最後仍破不了NCAA聯賽64強的魔咒。即使如此，該賽季克拉克的數據上升為場均18.2分、3.3籃板、2.4助攻、1.6抄截，三分球命中率更高達45.9%，好到足以排在全國前。賽季最後，他和以賽亞·卡南共同獲得俄亥俄谷區聯「年度最佳球員」，個人還額外獲得年度最佳防守球員。

## 職業生涯

### 猶他爵士隊(2013-2015)
2013年NBA選秀會上，克拉克並未被任何球隊選中，他先後和邁阿密熱火隊及和金州勇士隊簽約，打NBA夏季聯賽。在拉斯維加斯夏季聯賽中，他帶領勇士隊以91比77擊敗鳳凰城太陽隊，並獲選為「最有價值球員」。這表現引起眾多球隊注意，7月29日當天，便和猶他爵士隊簽了兩年的合約。
2013年12月14日，克拉克被下放到發展聯盟的貝克斯菲爾德果醬；隨後在12月21日，重回爵士隊；然而又在隔年1月4日被下放；於1月13日，才又被爵士隊召回。
2015年2月24日，他被下放至愛達荷衝鋒隊；3月17日，重返爵士；但在3月26日，遭爵士隊裁員。

### 丹佛金塊隊(2015)
2015年3月28日，丹佛金塊隊簽下克拉克。

### 金州勇士隊(2015–2017)
2015年9月25日，克拉克與金州勇士簽約；於12月30日，奪得NBA生涯新高21分，雖然勇士最後以114比91敗給達拉斯小牛；2016年4月13日，勇士隊以73勝的佳績打破了聯盟例行賽最佳的72勝紀錄，超越了1995-96年的芝加哥公牛。西區決賽中，勇士隊克服了1勝3負的困境，最後以4比3逆轉了奧克拉荷馬雷霆。總冠軍賽第一場，勇士隊擊敗騎士隊，克拉克也在NBA總冠軍賽首度亮相，勇士騎士鏖戰7場，勇士最終輸了騎士隊。
2016年7月8日，克拉克與勇士隊續約成功。同年11月1日，在127比104擊敗波特蘭拓荒者隊的比賽中，克拉克拿下生涯新高的22分；接著又在對決拓荒者的比賽中，突破自己的紀錄，拿下23分，勇士也以135比90的比分大勝對手。2017年3月11日，克拉克再度創下生涯新高，單場拿下36分，可惜沒能幫助勇士贏球，最後以107比85輸給聖安東尼奧馬刺。最終勇士以第一種子的身分，晉級季後賽，戰績為67勝15負。並且在分區季後賽中，以12勝0負之姿，連續三年挺進NBA總冠軍賽。

### 紐奧良鵜鶘隊(2017–2019)
2017休賽季，克拉克以160萬美元加盟鵜鶘。

## NBA career statistics
| † | 表示克拉克贏得該賽季的NBA總冠軍 |

### Regular season
| 賽季     | 球隊       | GP  | GS | MPG  | FG%  | 3P%  | FT%   | RPG | APG | SPG | BPG | PPG |
| -------- | ---------- | --- | -- | ---- | ---- | ---- | ----- | --- | --- | --- | --- | --- |
| 2013–14  | 猶他爵士   | 23  | 0  | 7.5  | .388 | .355 | .714  | .8  | .7  | .3  | .1  | 3.0 |
| 2014–15  | 猶他爵士   | 23  | 0  | 7.0  | .341 | .360 | 1.000 | .6  | .4  | .3  | .1  | 1.9 |
| 2014–15  | 丹佛金塊   | 7   | 0  | 4.4  | .364 | .200 | 1.000 | .4  | .3  | .4  | .1  | 1.9 |
| 2015–16  | 金州勇士   | 66  | 1  | 8.8  | .441 | .357 | .824  | 1.0 | 1.0 | .3  | .2  | 3.6 |
| 2016–17† | 金州勇士   | 77  | 0  | 14.8 | .487 | .374 | .759  | 1.6 | 1.2 | .5  | .1  | 6.8 |
| 2017–18  | 紐奧良鵜鶘 | 74  | 2  | 19.7 | .448 | .318 | .763  | 1.7 | 1.5 | .4  | .1  | 7.4 |
| 2018–19  | 紐奧良鵜鶘 | 60  | 6  | 16.2 | .394 | .327 | .893  | 1.5 | 1.6 | .4  | .1  | 6.7 |
| 生涯     | 生涯       | 330 | 9  | 13.7 | .439 | .340 | .804  | 1.3 | 1.2 | .4  | .1  | 5.6 |

### Playoffs
| 賽季  | 球隊     | GP | GS | MPG  | FG%  | 3P%  | FT%  | RPG | APG | SPG | BPG | PPG |
| ----- | -------- | -- | -- | ---- | ---- | ---- | ---- | --- | --- | --- | --- | --- |
| 2016  | 金州勇士 | 16 | 0  | 9.6  | .491 | .333 | .800 | 1.1 | 1.0 | .5  | .0  | 4.1 |
| 2017† | 金州勇士 | 16 | 0  | 13.7 | .506 | .361 | .941 | 1.6 | .7  | .4  | .0  | 6.8 |
| 生涯  | 生涯     | 32 | 0  | 11.7 | .500 | .352 | .889 | 1.3 | .8  | .4  | .0  | 5.5 |

## 外部連結
- 伊恩·克拉克在NBA官網（英语）
- 伊恩·克拉克在NBA G聯盟官網（英语）
- 伊恩·克拉克在中国男子篮球职业联赛官網
- 伊恩·克拉克在Basketball-Reference.com（NBA）（英语）
- 伊恩·克拉克在Basketball-Reference.com（NBA G聯盟）（英语）
- 伊恩·克拉克在Basketball-Reference.com（國際）（英语）
- 伊恩·克拉克在Sports-Reference.com（NCAA）（英语）
- 伊恩·克拉克在ESPN（NBA）（英语）
- 伊恩·克拉克在Eurobasket.com（球員）（英语）
- 伊恩·克拉克在Proballers（英语）
- 伊恩·克拉克在RealGM（英语）
- 伊恩·克拉克在中国篮球数据库